# Pedro Blanco
Pedro Blanco Soto (Cochabamba, 19 de outubro de 1795 — Sucre, 1 de janeiro de 1829) foi um político boliviano e presidente de seu país entre 26 de dezembro de 1828 e 1º de janeiro de 1829. Foi assassinado a tiro ao fim de apenas uma semana na presidência, provavelmente pelas suas posições pró-peruanas.